# Leiobunum exillipes
Leiobunum exillipes is een hooiwagen uit de familie Sclerosomatidae.